# 维新桥
维新桥，位于江西省上饶市婺源县（旧属安徽省徽州府）县城紫阳镇考水村的村口，跨磐水。这是一座廊桥，于清康熙十七年（1678年）重建，长16米，宽6米。
维新桥已列为婺源县文物保护单位。